# Holoxanthina suspecta
Holoxanthina suspecta là một loài bướm đêm trong họ Noctuidae.